# Würzburger Hofbräu
Koordinaten: 49° 47′ 30,9″ N, 9° 54′ 54,1″ O
Die Würzburger Hofbräu ist eine Brauerei in Würzburg. Sie gehört zur Kulmbacher Brauerei, die mehrheitlich in Besitz der Paulaner Brauerei Gruppe ist.

## Geschichte
Die Brauerei wurde 1643 von dem mainfränkischen Fürstbischof Johann Philipp von Schönborn gegründet und ist eng verwurzelt mit der Region Unterfranken. Aus der fürstlichen Verbindung leitet sich noch heute die Berechtigung für die weitere Nutzung des Präfix Hof im Firmennamen ab.
Zur damaligen Zeit gab es viele schwedische Soldaten in Würzburg, die sich zahlreich über die Weinvorräte der Stadt hermachten und diese leerten. Um die Soldaten bei Laune zu halten, brauchte man ein Getränk mit Alkohol. Daher gründete der Fürstbischof die Brauerei. Da das Brauhaus eine gute Einnahmequelle war, wurde es auch durch die darauf folgenden Bischöfe unterstützt.
In Erinnerung an den Gründer des Brauhauses ziert die Krone des Fürstbischofs auch heute noch den Brauerstern im Firmenzeichen.
Im Laufe des 19. Jahrhunderts wuchs die Würzburger Hofbräu zu einem auch international tätigen Unternehmen. 1887 exportierte sie als eine der ersten deutschen Brauereien in die USA. So zählen heute (2011) auch die USA, Italien und China zu den Abnehmern der Brauereiprodukte. Die Würzburger Hofbräu ist jedoch in erster Linie eine regionale Brauerei in Unterfranken.
Im Mai 1990 trat Reinhard Meier die Nachfolge von Paul J. Greineder als Vorstandsvorsitzender an. 1991 und 1994 wurden Kapitalerhöhungen in Höhe von jeweils 2,5 Millionen EUR durchgeführt. Infolge der ersten Kapitalerhöhung konnte die Dividendenzahlung wieder aufgenommen werden, die seit der Krise 1979 unterblieben war.
1993 wurde die Brauerei technisch modernisiert und in den Folgejahren durch Zukäufe strategisch erweitert. 1999 erfolgte die Übernahme der Fürstlichen Brauerei Wächtersbach (im Schloss Wächtersbach) sowie der Werner Bräu GmbH. 2001 erfolgte die Zuführung der Lohrer Brauerei, die heute Keiler Bier GmbH heißt. Im Januar 2005 verkaufte die Familie von Finck ihr 90,7 % Aktienpaket für 375 EUR je Aktie an die Kulmbacher Brauerei AG. Diese kaufte anschließend am freien Markt weiter zu und konnte im Mai 2006 einen Squeeze-Out durchführen. Die Kleinaktionäre wurden mit 496,95 EUR je Aktie entschädigt. Im November 2006 wurde die Börsennotierung eingestellt.
Durch Beschluss der Hauptversammlung vom 16. April 2008 wurde die Würzburger Hofbräu Aktiengesellschaft formwechselnd in die Würzburger Hofbräu GmbH umgewandelt. Am 1. November 2006 trat Hans Haug als Vorstand ins Unternehmen ein. Reinhard Meier verließ das Unternehmen am 30. April 2007. Von 9. September 2008 bis 2. Dezember 2009 amtierte Hans P. van Zon als zweiter Geschäftsführer. Seit 1. August 2009 ist Michael Haupt Geschäftsführer der Brauerei. Hans Haug schied am 15. Oktober 2010 aus dem Unternehmen aus. Für ihn rückte am 18. November 2010 Michael Krasser als Geschäftsführer nach. Dieser schied zum 30. Juni 2013 aus und übernahm das Amt des Vertriebsdirektors bei der Muttergesellschaft in Kulmbach. Auf ihn folgte bereits am 1. Juli 2013 Norbert Lange.
Seit 9. Dezember 2013 ist Dr. Jörg Lehmann Mitglied der Geschäftsführung.
Parallel zu den häufigen Wechseln an der Spitze des Unternehmens setzte eine wirtschaftliche Verschlechterung ein. 2006 wurde noch ein Gewinn von 183 Tsd. EUR erzielt. 2007 und 2008 konnte ein ausgeglichenes Ergebnis erzielt werden. In den folgenden beiden Jahren waren Verluste in Millionenhöhe zu verzeichnen. Im Juni 2011 wurde zuletzt in einen neuen, modernen Läuterbottich investiert, um die hohen Qualitätsstandards zu bewahren. 2011 konnte der Verlust durch eine deutliche Verkleinerung der Belegschaft auf 360 Tsd. EUR begrenzt werden.
Nach Jahren der Umstrukturierung erwirtschaftet die Würzburger Hofbräu GmbH seit 2012 wieder positive Jahresabschlüsse.

## Biersorten
- Würzburger Hofbräu Pilsner (4,9 % Alkohol; 11,5 % Stammwürze)
- Würzburger Hofbräu Export (5,2 % Alkohol; 12,2 % Stammwürze)
- Würzburger Hofbräu Leicht (2,9 % Alkohol; 7,2 % Stammwürze)
- Würzburger Hofbräu Hell (5,1 % Alkohol; 11,8 % Stammwürze)
- Würzburger Hofbräu Alkoholfrei
- Würzburger Hofbräu Lager 1643 (4,9 % Alkohol; 11,3 % Stammwürze)
- Julius Echter Hefeweißbier Hell
- Julius Echter Hefeweißbier Dunkel
- Julius Echter Hefeweißbier Alkoholfrei
- Kiliani Festbier (nur saisonal verfügbar)
- Sternla Helles (4,9 % Alkohol; 11,3 % Stammwürze)
- Sternla Radler (2,5 % Alkohol; mit natürlichem Zitronensaft)
- Bürgerbräu Haustrunk (5,2 % Alkohol; 12,2 % Stammwürze)

## Keiler Bier
2001 übernahm die Würzburger Hofbräu GmbH die Lohrer Brauerei, die heute Keiler Bier GmbH heißt.
Dieses Unternehmen wurde 1836 gegründet. 1878 erwarb der Braumeister Pleikard Stumpf die Brauerei von Franz Stephan Vogt. Die Produktion betrug rund 1400 hl. Seit damals gehört das Gasthaus Zum Löwen in Rieneck ununterbrochen zu den Kunden der Brauerei.
1920 starb Pleikard Stumpf, die Leitung der Brauerei übernahm der älteste Sohn, Alfred Stumpf (Senior). Bis 2001 blieb die Brauerei in Familienbesitz.
Ab 1980 wurde aus nostalgischen Gründen die Bügelverschlussflasche wieder eingeführt.
Derzeit (2013) werden angeboten:
- Keiler Weißbier Hell (5,2 % Alkohol; 12,3 % Stammwürze)
- Keiler Weißbier Dunkel (5,2 % Alkohol; 12,3 % Stammwürze)
- Keiler Kellerbier (5,4 % Alkohol; 12,4 % Stammwürze)
- Keiler Land-Pils (4,9 % Alkohol; 11,5 % Stammwürze)
- Keiler Pils (4,9 % Alkohol; 11,4 % Stammwürze)
- Keiler Export (5,2 % Alkohol; 12,3 % Stammwürze)
- Keiler Urtyp (5,2 % Alkohol; 12,2 % Stammwürze)

## Werner Bräu
1999 übernahm die Würzburger Hofbräu AG, die Brauerei Werner Bräu aus Poppenhausen.
Die Brauerei wurde am 4. Juli 1791 gegründet und ging kurze Zeit später in den Besitz der Familie Werner über. Ein halbes Jahrhundert später übernahm Johann Kaspar Werner aus Eltingshausen die Brauerei. 1991 waren 110 Mitarbeiter in Brauerei und Vertrieb beschäftigt.
Die Würzburger Hofbräu hat ihre Niederlassung in Poppenhausen im Oktober 2007 geschlossen.